# Slovenska kulturna akcija
Slovenska kulturna akcija (kratica SKA) je osrednje kulturno društvo slovenskih emigrantov po drugi svetovni vojni s sedežem v Buenos Airesu.
Ustanovni občni zbor 20. februarja 1954 je določil, da je SKA »organizacija zamejskih in zdomskih kulturnih delavcev, ki želijo z ustvarjalnim in posredovalnim delom pomagati pri ustvarjanju in širjenju kulturnih vrednot, posebno slovenskih.
Pobudo za ustanovitev SKA sta dala Ruda Jurčec in Ladislav Lenček, ki sta pritegnila k sodelovanju kulturne ustvarjalce iz Argentine, zamejstva in drugih držav, od osemdesetih let 20. stoletja pa so sodelovali tudi avtorji iz Slovenije.
Prvo vodstvo so sestavljali Ruda Jurčec (predsednik), Tine Debeljak in Alojzij Geržinič (podpredsednika), Marijan Marolt (tajnik) in Ladislav Lenček (blagajnik). Leta 1969 je prišlo v društvu do razcepa, ko je v njej prevladalo zmernejše krilo pod vodstvom novega predsednika Tineta Debeljaka.
Slovenska kulturna akcija izdaja splošno kulturno revijo Meddobje, objavlja knjige, vsako leto prireja kulturne večere, koncerte, gledališke predstave in likovne razstave. V prvih letih delovanja je organizirala tudi Umetniško šolo.
Ob 40. obletnici ustanovitve 1994 se je SKA predstavila tudi v domovini s ciklom predavanj in dokumentarno razstavo ter izdala zbornik.